# Pseudotrigonidium javanicum
Pseudotrigonidium javanicum är en insektsart som först beskrevs av Lucien Chopard 1954.  Pseudotrigonidium javanicum ingår i släktet Pseudotrigonidium och familjen syrsor. Inga underarter finns listade i Catalogue of Life.